# Campionati europei di bob 2010
I Campionati europei di bob 2010, quarantaquattresima edizione della manifestazione organizzata dalla Federazione Internazionale di Bob e Skeleton, si sono disputati dal 22 al 24 gennaio 2010 a Igls, in Austria, sulla Kunsteisbahn Bob-Rodel Igls, il tracciato sul quale si svolsero le competizioni del bob e dello slittino ai Giochi di Innsbruck 1976 e le rassegne continentali del 1978, del 1981, del 1984, del 1986, del 1990 e del 1998. Nella località tirolese si erano tuttavia già tenute le gare di slittino e di bob ai Giochi di Innsbruck 1964 e le manifestazioni europee del 1967 (in entrambe le specialità maschili) e del 1971 (solo nel bob a quattro) ma sul vecchio tracciato non più utilizzato dal 1973, allorché venne costruita la pista odierna. Igls ha quindi ospitato le competizioni continentali per l'ottava volta nel bob a due uomini e per la nona nel bob a quattro.
Anche questa edizione si è svolta con la modalità della "gara nella gara", contestualmente all'ottava ed ultima tappa del circuito di Coppa del Mondo 2009/10 e ai campionati europei di skeleton 2010.

## Risultati

### Bob a due uomini
La gara si è svolta il 23 gennaio 2010 nell'arco di due manches ed hanno preso parte alla competizione 21 compagini in rappresentanza di 11 differenti nazioni.
| Pos. | Atleti                             | Nazione       | Tempo   | Distacco |
| ---- | ---------------------------------- | ------------- | ------- | -------- |
|      | Beat Hefti Thomas Lamparter        | Svizzera-2    | 1:44.01 |          |
|      | André Lange Kevin Kuske            | Germania-1    | 1:44.12 | +0.11    |
|      | Daniel Schmid Jürg Egger           | Svizzera-3    | 1:44.37 | +0.36    |
| 4    | Karl Angerer Gregor Bermbach       | Germania-3    | 1:44.39 | +0.38    |
| 5    | Thomas Florschütz Ronny Listner    | Germania-2    | 1:44.49 | +0.48    |
| 6    | Edwin van Calker Sybren Jansma     | Paesi Bassi-1 | 1:44.59 | +0.58    |
| 7    | Ivo Rüegg Cédric Grand             | Svizzera-1    | 1:44.64 | +0.63    |
| 8    | Aleksandr Zubkov Dmitrij Trunenkov | Russia-1      | 1:44.79 | +0.78    |
| 9    | Jānis Miņins Daumants Dreiškens    | Lettonia-1    | 1:44.81 | +0.80    |
| 10   | Jürgen Loacker Leonhard Bergmüller | Austria-2     | 1:44.91 | +0.90    |

### Bob a quattro
La gara si è svolta il 24 gennaio 2010 nell'arco di due manches ed hanno preso parte alla competizione 21 compagini in rappresentanza di 11 differenti nazioni.
| Pos. | Atleti                                                               | Nazione       | Tempo   | Distacco |
| ---- | -------------------------------------------------------------------- | ------------- | ------- | -------- |
|      | André Lange René Hoppe Kevin Kuske Martin Putze                      | Germania-1    | 1:42.59 |          |
|      | Ivo Rüegg Roman Handschin Thomas Lamparter Cédric Grand              | Svizzera-1    | 1:42.64 | +0.05    |
|      | Thomas Florschütz Ronny Listner Richard Adjei Andreas Barucha        | Germania-2    | 1:42.67 | +0.08    |
| 4    | Karl Angerer Andreas Udvari Alex Mann Gregor Bermbach                | Germania-3    | 1:42.69 | +0.10    |
| 4    | Jānis Miņins Daumants Dreiškens Oskars Melbārdis Intars Dambis       | Lettonia-1    | 1:42.69 | +0.10    |
| 6    | Dmitrij Abramovič Roman Orešnikov Dmitrij Stëpuškin Sergej Prudnikov | Russia-1      | 1:42.73 | +0.14    |
| 7    | Aleksandr Zubkov Filipp Egorov Dmitrij Trunenkov Pëtr Moiseev        | Russia-2      | 1:42.80 | +0.21    |
| 8    | Evgenij Popov Denis Moisejčenkov Andrej Jurkov Aleksej Kireev        | Russia-3      | 1:42.94 | +0.35    |
| 9    | Edwin van Calker Arnold van Calker Sybren Jansma Timothy Beck        | Paesi Bassi-1 | 1:43.08 | +0.43    |
| 10   | Beat Hefti Alex Baumann Jürg Egger Christian Aebli                   | Svizzera-2    | 1:43.13 | +0.54    |

### Bob a due donne
La gara si è svolta il 22 gennaio 2010 nell'arco di due manches ed hanno preso parte alla competizione 15 compagini in rappresentanza di 9 differenti nazioni.
| Pos. | Atlete                            | Nazione       | Tempo   | Distacco |
| ---- | --------------------------------- | ------------- | ------- | -------- |
|      | Cathleen Martini Romy Logsch      | Germania-2    | 1:47.44 |          |
|      | Sabina Hafner Hanne Schenk        | Svizzera-1    | 1:47.61 | +0.17    |
|      | Sandra Kiriasis Christin Senkel   | Germania-1    | 1:47.82 | +0.38    |
| 4    | Maya Bamert Cora Huber            | Svizzera-2    | 1:48.18 | +0.74    |
| 5    | Fabienne Meyer Caroline Spahni    | Svizzera-3    | 1:48.21 | +0.77    |
| 6    | Claudia Schramm Janine Tischer    | Germania-3    | 1:48.30 | +0.86    |
| 7    | Ol'ga Fëdorova Julija Timofeeva   | Russia-2      | 1:48.32 | +0.88    |
| 8    | Nicola Minichiello Fiona Harrison | Regno Unito-1 | 1:48.57 | +1.13    |
| 9    | Esmé Kamphuis Tine Veenstra       | Paesi Bassi-1 | 1:48.60 | +1.16    |
| 10   | Jessica Gillarduzzi Laura Curione | Italia-1      | 1:48.70 | +1.26    |

## Medagliere
| Posizione | Paese    | Oro | Argento | Bronzo | Totale |
| --------- | -------- | --- | ------- | ------ | ------ |
| 1         | Germania | 2   | 1       | 2      | 5      |
| 2         | Svizzera | 1   | 2       | 1      | 4      |
| Totale    | Totale   | 3   | 3       | 3      | 9      |